# Oenochroma digglesaria
Oenochroma digglesaria är en fjärilsart som beskrevs av Achille Guenée 1864. Oenochroma digglesaria ingår i släktet Oenochroma och familjen mätare. Inga underarter finns listade i Catalogue of Life.